# Thrypticus thalassinus
Thrypticus thalassinus är en tvåvingeart som först beskrevs av Alexander Henry Haliday 1832.  Thrypticus thalassinus ingår i släktet Thrypticus och familjen styltflugor.
Artens utbredningsområde är Irland. Inga underarter finns listade i Catalogue of Life.